# Дејтон (Вирџинија)
Дејтон (енгл. Dayton) град је у америчкој савезној држави Вирџинија. По попису становништва из 2010. у њему је живело 1.530 становника.

## Демографија
Према попису становништва из 2010. у граду је живело 1.530 становника, што је 186 (13,8%) становника више него 2000. године.
| Група             | 2000.         | 2010.         |
| Белци             | 1.216 (90,5%) | 1.363 (89,1%) |
| Афроамериканци    | 9 (0,7%)      | 11 (0,7%)     |
| Азијати           | 5 (0,4%)      | 8 (0,5%)      |
| Хиспаноамериканци | 89 (6,6%)     | 138 (9,0%)    |
| Укупно            | 1.344         | 1.530         |